# 481 (tal)
481 är det naturliga talet som följer 480 och som följs av 482.

## Inom vetenskapen
- 481 Emita, en asteroid.

## Inom matematiken
- 481 är ett udda tal.
- 481 är ett sammansatt tal.
- 481 är ett semiprimtal.[1]
- 481 är ett centrerat kvadrattal.
- 481 är ett oktogontal.
- 481 är ett Prothtal